# Gaietà Buïgas i Monravà
Gaietà Buïgas i Monravà (Barcelona, 21 de juliol de 1851 - 1919) fou un arquitecte català i cap de l'Exposició Universal de Barcelona de 1888.
És conegut per ser l'autor del monument a Colom de Barcelona i va ser pare de l'enginyer Carles Buïgas i Sans, que va dissenyar i construir la Font màgica de Montjuïc. El seu cosí, l'arquitecte modernista Joaquim Raspall, va decidir estudiar arquitectura influït per Buïgas.

## Biografia
Nasqué a Barcelona el 21 de juliol de 1851 i fou batejat a l'església de Santa Maria del Pi. El seu pare Josep Buhigas i Raspall era un advocat de cert prestigi que procurà en tot moment per la seva formació la seva mare Manuela Monrabá i Llopis. Així feu el batxillerat i el 1868, amb 17 anys, l'envià a l'escola superior d'arquitectura de Madrid on estudià fins als 22 anys. Interrompé la carrera per tal de participar en la Tercera Guerra Carlina entre el 1873 i el 1877 i va arribar a coronel d'enginyers de l'exèrcit carlí. Després d'una estada a França i Itàlia ingressà a l'escola d'arquitectura de Barcelona on acabà la carrera el 1879. El contacte amb els companys i professors de carrera, com Elies Rogent, Gaudí, Domènech o Puig i Cadafalch, influí en la seva obra.
Posteriorment, i durant vuit anys, seria diputat provincial pel districte de Vic - Berga. Fou arquitecte municipal o assessor als ajuntaments de: Sentmenat i La Pobla de Lillet (1879), Tortosa (1880), Masnou (1881 i 1888), Sitges (1882), Barberà del Vallès (1883), Alella (1884), Vilassar de Dalt (1889) i Cardona (1892). També fou arquitecte director de les obres del manicomi de Sant Boi de Llobregat (1882-1888), pèrit mesurador de béns nacionals (1882-1898) i pèrit de l'administració pública (1880-1884).
Pel seu monument a Colom, fet coincidint amb l'Exposició Universal de 1888, va obtenir la medalla d'or de l'esmentada exposició. El concurs per al monument fou convocat el 1882; hi obtingué el primer premi entre 47 concursants i en dirigí la construcció, que començà el 1883 i s'acabà el 1885. Aquest projecte també li representà ser nomenat "comanador" de la corona d'Itàlia per part del rei Humbert I, entre altres distincions. Entre el 1887 i el 1888 fou arquitecte cap de la secció marítima de l'Exposició Universal, on construí un viaducte que posava en comunicació el parc de la Ciutadella amb la platja.
Va tenir una àmplia activitat en la seva maduresa a l'Argentina i l'Uruguai. El 1903 s'instal·là a Buenos Aires i començà a presentar-se a concursos. A finals del mateix any començà a actuar a Montevideo on entre 1904 i 1907 construiria el "Banco Popular" entre altres edificis. Retornà d'Amèrica el 1913 i morí a Barcelona el 7 de novembre de 1919.
Pel que fa a la conservació de la documentació, el seu propi fill (Carles Buïgas i Sans) ens explica que foren cremades gairebé una cinquantena de carpetes amb croquis, dibuixos, memòries, projectes... amb posterioritat a la Guerra Civil. I com de tot el material només en pogué recuperar tres carpetes, cosa que ha dificultat l'estudi de l'obra del personatge.
El 2011 se li va dedicar una exposició retrospectiva a la Biblioteca de Catalunya.

## Obres
- Església del Sagrat Cor a Manacor, 1881
- A l'Exposició Universal de 1888: 
  - Pont de la Secció Marítima,
  - Pavelló d'Indústries Navals (en col·laboració)
  - Moll a la platja
- Palau Comella de Vic
- Convent de les filles de Maria a Gironella
- Projecte de l'Església i Convent dels Missioners del Sagrat Cor, a Buenos Aires, 1904
- Edifici del Banco Popular, a Montevideo, 1904-1907
- Edifici de la Misión Católica de Minas, a Uruguai, 1907
- Projecte del Monument a Cervantes, Madrid, 1913

### Barcelona
| Any       | Nom                                   | Ubicació         | Descripció                                                                                      | Estat   | Foto             |
| --------- | ------------------------------------- | ---------------- | ----------------------------------------------------------------------------------------------- | ------- | ---------------- |
| 1883-1888 | Monument a Colom                      | Passeig de Colom |                                                                                                 |         | Monument a Colom |
| 1890      | Casa Narcís Oms (actual Hotel Condal) | Boqueria, 23     | Edifici eclèctic de planta baixa i cinc pisos, amb façana estructurada en dos cossos simètrics. | Molt bo |                  |

### Caldes de Malavella
| Any       | Nom                    | Ubicació                | Descripció | Estat   | Foto          |
| --------- | ---------------------- | ----------------------- | --- | ------- | ------------- |
| 1900-1901 | Balneari Vichy Catalán | Av. Dr. Furest Roca, 32 | Ala principal del gran edifici destinat a balneari, realitzat en estil neomudèjar. L'edifici fou acabat per l'arquitecte Manuel Almeda i Esteva | Molt bo | Vichy Catalán |

### Cerdanyola del Vallès
| Any         | Nom                    | Ubicació                              | Descripció | Estat    | Foto                   |
| ----------- | ---------------------- | ------------------------------------- | --- | -------- | ---------------------- |
| 1872        | Can Llopis             | c/ Sant Ramon, 130                    | Mansió d'estil eclèctic amb una torre acabada en un sostre cònic amb ceràmica blanca i blava. | Correcte | Can Llopis             |
| 1894        | Can Domènech           | c/ Sant Martí, 88                     | Obra encarregada per Evaristo Lòpez perquè fos casino de la colònia d'estiuejants, va passar a ser residència dels López a partir del 1910, per la qual cosa va ser reformat per Eduard Maria Balcells, nebot de Buïgas. Destaquen els magnífiques vitralls que embellien la seva façana principal i lateral atribuïts al vitraller alsacià Ludwig Dietrich von Beärn. Actualment hi allotja el Museu d'Art de Cerdanyola. | Correcte | Can Domènech           |
| 1895        | Castell de Sant Marçal | Ctra. de Sant Cugat a Cerdanyola, s/n | Reforma radical d'un antic castell medieval respectant l'estructura quandrangular amb pati intern i la torre circular a la cantonada, tot recobrint-lo d'un repertori decoratiu que s'emmarca dins el més fantasiós historicisme eclèctic. | Correcte | Castell de Sant Marçal |
| Final s.XIX | Vil·la Celina          | c/ Jaume Mimó i Llobet, 13            | Edifici neoclàssic de planta quadrada i de decoració austera. Compta amb uns grans jardins. | Correcte | Vil·la Celina          |

### El Masnou
| Any       | Nom                      | Ubicació                 | Descripció | Estat    | Foto                     |
| --------- | ------------------------ | ------------------------ | --- | -------- | ------------------------ |
| 1901-1902 | Casa Benèfica del Masnou | C. del Rector Pineda, 12 | Asil de planta composta per un cos central de planta rectangular amb una torre de planta quadrada a la seva part frontal. | Correcte | Casa Benèfica del Masnou |

### Sitges
| Any  | Nom                                                  | Ubicació                 | Descripció                                                                                                  | Estat    | Foto                          |
| ---- | ---------------------------------------------------- | ------------------------ | --- | -------- | ----------------------------- |
| 1895 | Casa Severiano Virella Cassanyes                     | C. Jesús, 16             | Edifici de planta baixa, primer pis i golfes actualment ocupat per un hotel.                                | Correcte | Can Severiano                 |
| 1899 | Mercat Vell de Sitges                                | Pl. Ajuntament, 11-12    | Edifici d'una sola nau amb coberta de ferro i marquesina, destinat a ús cultural.                           | Correcte | Mercat Vell                   |
| 1900 | Casa Josep Ferrer i Torralbas                        | C. Santiago Russiñol, 33 | Casa de tres cossos de planta baixa, pis i golfes.                                                          | Correcte | Casa Josep Ferrer i Torralbas |
| 1900 | Capella de les Religioses de la Immaculada Concepció | C. Parellades, 60-62     | Edifici neogòtic.                                                                                           | Correcte | Capella d'Acció Catòlica      |
| 1902 | Casa Bonaventura Blay                                | C. Illa de Cuba, 33-37   | Casa amb jardí de planta baixa i dos pisos amb una torre-mirador. Actualment dedicada a hotel i restaurant. | Correcte | Casa Bonaventura Blay         |

### Vilassar de Mar
| Any  | Nom        | Ubicació                     | Descripció                                                                                                  | Estat    | Foto          |
| ---- | ---------- | ---------------------------- | --- | -------- | ------------- |
| 1895 | Panteó Mir | Cementiri de Vilassar de Mar | La tomba fou encarregada pel navilier Nicolau Mir i Julià. Les escultures són obra de Rafael Atché i Ferré. | Correcte | Vichy Catalán |